# Aquarius (TALIZMANの曲)
『Aquarius』（アクエリアス）は、1980年3月10日に発売されたTALIZMANのシングル。

## 概要
ロック・ミュージカル『ヘアー』の日本公演（1980年版、演出：奈良橋陽子）はTALIZMANが演奏を担当し、アルバム『ヘアー オリジナル・キャスト・アルバム』からの先行シングルとしてリリース。『ゴジラ』と同時にデビュー曲として発売された。
B面はTALIZMANのメンバーのボーカルではないが、TALIZMANのベスト・アルバム『TALIZMAN スーパー・ベスト』にも収録されている。なお、2曲ともマスターテープが行方不明になっているため、同アルバムには当時のレコードを音源として収録している。

## 収録曲
1. Aquarius（アクエリアス）
歌：TALIZMAN
2. Frank Mills（フランク・ミルズ）
歌：井本えりこ

- 作詞：ジェローム・ラグニ、ジェームス・ラド
- 訳詞：青井陽治
- 訳協力：タケカワユキヒデ、西村誠、奈良橋陽子
- 作曲：ガルト・マクダーモット
- 演奏：TALIZMAN